# Okręg wyborczy nr 35 do Sejmu Polskiej Rzeczypospolitej Ludowej (1989–1991)
Okręg wyborczy nr 35 do Sejmu Polskiej Rzeczypospolitej Ludowej (1989–1991) obejmował Dąbrowę Górniczą oraz gminy Bukowno, Bobrowniki, Klucze, Łazy, Mierzęcice, Ogrodzieniec, Pilica, Poręba, Psary, Siewierz, Sławków, Tąpkowice, Wolbrom, Zawiercie i Żarnowiec (województwo katowickie). W ówczesnym kształcie został utworzony w 1989. Wybieranych było w nim 4 posłów w systemie większościowym.
Siedzibą okręgowej komisji wyborczej była Dąbrowa Górnicza.

## Wybory parlamentarne 1989

### Mandat nr 131 –Polska Zjednoczona Partia Robotnicza
| Kandydat | I tura | I tura | II tura | II tura |
| Kandydat | Głosów | %      | Głosów  | %       |
| --- | ------ | ------ | ------- | ------- |
| Małgorzata Węgrzyn                                                                                             | 42 553 | 30,22  | 40 098  | 57,47   |
| Elżbieta Kaszuba                                                                                               | 22 712 | 16,13  | 19 085  | 27,35   |
| Irena Dylewska-Nossel                                                                                          | 20 166 | 14,32  | —       | —       |
| Liczba głosów ważnych: 140 801 (I tura) • 69 771 (II tura) Źródło: Państwowa Komisja Wyborcza I tura i II tura |        |        |         |         |

### Mandat nr 132 –Polska Zjednoczona Partia Robotnicza
| Kandydat | I tura | I tura | II tura | II tura |
| Kandydat | Głosów | %      | Głosów  | %       |
| --- | ------ | ------ | ------- | ------- |
| Czesław Kawecki                                                                                                | 32 995 | 23,55  | 31 474  | 45,20   |
| Leszek Wojdas                                                                                                  | 31 359 | 22,38  | 26 409  | 37,93   |
| Stefan Bochenkiewicz                                                                                           | 20 832 | 14,87  | —       | —       |
| Liczba głosów ważnych: 140 104 (I tura) • 69 633 (II tura) Źródło: Państwowa Komisja Wyborcza I tura i II tura |        |        |         |         |

### Mandat nr 133 –Zjednoczone Stronnictwo Ludowe
| Kandydat | I tura | I tura | II tura | II tura |
| Kandydat | Głosów | %      | Głosów  | %       |
| --- | ------ | ------ | ------- | ------- |
| Jacek Soska | 26 657 | 20,76  | 37 121  | 53,16   |
| Krzysztof Cupiał                                                                                               | 15 457 | 12,04  | 26 404  | 37,81   |
| Halina Hanak                                                                                                   | 13 843 | 10,78  | —       | —       |
| Jan Grela | 11 830 | 9,21   | —       | —       |
| Stanisław Klimek                                                                                               | 11 045 | 8,60   | —       | —       |
| Stanisław Kielan                                                                                               | 4479   | 3,49   | —       | —       |
| Liczba głosów ważnych: 128 412 (I tura) • 69 831 (II tura) Źródło: Państwowa Komisja Wyborcza I tura i II tura |        |        |         |         |

### Mandat nr 134 – bezpartyjny
| Kandydat                                                          | Głosów | %     |
| ----------------------------------------------------------------- | ------ | ----- |
| Czesław Robakowski                                                | 88 056 | 66,45 |
| Ewa Brewczyńska-Florczyk                                          | 10 902 | 8,23  |
| Iwona Trzaska-Dąbrowska                                           | 10 043 | 7,58  |
| Wojciech Garus                                                    | 6951   | 5,25  |
| Zofia Kędzior                                                     | 5439   | 4,11  |
| Adam Pernal                                                       | 3643   | 2,75  |
| Liczba głosów ważnych: 132 510 Źródło: Państwowa Komisja Wyborcza |        |       |